# Cuntz-Algebra
In der Funktionalanalysis sind die sogenannten Cuntz-Algebren {\displaystyle {\mathcal {O}}_{n}} (nach Joachim Cuntz) eine spezielle Klasse von  C*-Algebren, die von n paarweise orthogonalen  Isometrien auf einem separablen Hilbertraum erzeugt werden.

## Definition
Sei {\displaystyle H} ein separabler unendlichdimensionaler Hilbertraum. Für eine natürliche Zahl {\displaystyle n\geq 2} seien {\displaystyle S_{1},\dots ,S_{n}\in {\mathcal {L}}(H)} Isometrien auf H, d. h., es gilt {\displaystyle S_{i}^{*}S_{i}=1} für {\displaystyle 1\leq i\leq n}. Zudem sollen sie die Eigenschaft
{\displaystyle \sum _{i=1}^{n}S_{i}S_{i}^{*}=1}
erfüllen, die  Bildprojektoren sind also paarweise orthogonal. Für den Fall {\displaystyle n=\infty } fordert man eine Folge von Isometrien {\displaystyle S_{1},S_{2},S_{3},\dots \quad }   mit der Eigenschaft
{\displaystyle \sum _{i=1}^{k}S_{i}S_{i}^{*}\leq 1\quad } für alle {\displaystyle k\in \mathbb {N} .}
Man definiert nun
{\displaystyle {\mathcal {O}}_{n}=C^{*}(S_{1},\dots ,S_{n})}
als die von {\displaystyle S_{1},\dots ,S_{n}} erzeugte C*-Unteralgebra in {\displaystyle {\mathcal {L}}(H)}. Um eine einheitliche Notation zu wahren, behält man diese Schreibweise auch im Fall {\displaystyle n=\infty } bei.

## Eigenschaften
Die Cuntz-Algebra {\displaystyle {\mathcal {O}}_{n}} hat eine Reihe von bemerkenswerten Eigenschaften, sie ist ein Beispiel für eine separable, unitale und einfache C*-Algebra.

### Eindeutigkeit
Sind {\displaystyle {\tilde {S}}_{1},\dots ,{\tilde {S}}_{n}\in {\mathcal {L}}(H)} weitere Isometrien mit {\displaystyle \sum _{i=1}^{n}{\tilde {S}}_{i}{\tilde {S}}_{i}^{*}=1}, so folgt
{\displaystyle C^{*}(S_{1},\dots ,S_{n})\simeq C^{*}({\tilde {S}}_{1},\dots ,{\tilde {S}}_{n}).}
Die Isomorphieklasse hängt also nicht von der Wahl der Erzeuger ab. Die Schreibweise {\displaystyle {\mathcal {O}}_{n}}, die nicht auf die Erzeuger {\displaystyle S_{1},\dots ,S_{n}} zurückgreift, wird damit gerechtfertigt.
Eine besondere Rolle bei der Untersuchung von {\displaystyle {\mathcal {O}}_{n}} spielt die C*-Unteralgebra {\displaystyle {\mathcal {F}}^{n}}, die von Elementen der Form {\displaystyle S_{i_{1}}S_{i_{2}}\dots S_{i_{k}}S_{j_{k}}^{*}S_{j_{k-1}}^{*}\dots S_{j_{1}}^{*}} mit {\displaystyle k\in \mathbb {N} ,1\leq i_{l},j_{l}\leq n} erzeugt wird.
Man kann zeigen, dass diese zur UHF-Algebra zur übernatürlichen Zahl {\displaystyle n^{\infty }} isomorph ist.
Setzt man einen Erzeuger fest, zum Beispiel {\displaystyle V=S_{1}} und schreibt {\displaystyle V^{-1}=S_{1}^{*}}, so existieren Abbildungen {\displaystyle F_{i}:{\mathcal {O}}_{n}\to {\mathcal {F}}^{n}}, sodass jedes {\displaystyle A\in {\mathcal {O}}_{n}} dargestellt werden kann als
{\displaystyle A=\sum _{i=-\infty }^{-1}V^{i}F_{i}(A)+F_{0}(A)+\sum _{i=1}^{\infty }F_{i}(A)V^{i}}.
Ein wichtiger Schritt im Beweis obiger Eindeutigkeitseigenschaft ist es, diese {\displaystyle F_{i}(A)} analog zu Fourierkoeffizienten in einer Laurentreihe zu deuten. Dadurch ist es möglich zu zeigen, dass auf dem rein algebraischen Erzeugnis von {\displaystyle S_{1},\dots ,S_{n},S_{1}^{*},\dots ,S_{n}^{*}} nur eine C*-Norm existieren kann, womit die Behauptung gezeigt ist.

### Einfachheit
Eine C*-Algebra heißt einfach, falls sie keine nicht-trivialen abgeschlossenen zweiseitigen  Ideale besitzt. {\displaystyle {\mathcal {O}}_{n}} ist sogar im algebraischen Sinne einfach.
Satz: Sei {\displaystyle 0\neq X\in {\mathcal {O}}_{n}}. Dann existieren {\displaystyle A,B\in {\mathcal {O}}_{n}} mit {\displaystyle AXB=1}.
Außerdem sind Cuntz-Algebren in folgendem Sinne mit einfachen, unitalen, unendlichen C*-Algebren verwandt.
Satz: Sei {\displaystyle {\mathcal {A}}} eine einfache, unendliche, unitale C*-Algebra. Dann existiert eine C*-Unteralgebra von {\displaystyle {\mathcal {A}}}, die  isomorph zu {\displaystyle {\mathcal {O}}_{\infty }} ist. Für endliche {\displaystyle n\geq 2} existiert eine C*-Unteralgebra {\displaystyle {\mathcal {B}}\subset {\mathcal {A}}}, die ein Ideal {\displaystyle {\mathcal {J}}} enthält, sodass {\displaystyle {\mathcal {O}}_{n}\simeq {\mathcal {B}}/{\mathcal {J}}}.

### Klassifikation
Es sei {\displaystyle {\mathcal {O}}_{2}=C^{*}(S_{1},S_{2})} wie oben. Definiert man {\displaystyle {\hat {S}}_{1}=S_{1}^{2},{\hat {S}}_{2}=S_{1}S_{2},{\hat {S}}_{3}=S_{2}}, so sind {\displaystyle {\hat {S}}_{1},{\hat {S}}_{2},{\hat {S}}_{3}} ebenfalls Isometrien mit {\displaystyle {\hat {S}}_{1}{\hat {S}}_{1}^{*}+{\hat {S}}_{2}{\hat {S}}_{2}^{*}+{\hat {S}}_{3}{\hat {S}}_{3}^{*}=1} und es gilt offensichtlich {\displaystyle C^{*}({\hat {S}}_{1},{\hat {S}}_{2},{\hat {S}}_{3})\subset C^{*}(S_{1},S_{2})}.
Man erhält auf diese Weise die Inklusionen
{\displaystyle {\mathcal {O}}_{\infty }\subset {\mathcal {O}}_{n}\subset {\mathcal {O}}_{2}}.
Mit K-theoretischen Methoden zeigt man, dass {\displaystyle {\mathcal {O}}_{n}} und {\displaystyle {\mathcal {O}}_{m}} nicht  isomorph sind, falls {\displaystyle n\neq m}. Falls {\displaystyle n} endlich ist, so berechnet sich die {\displaystyle K_{0}}-Gruppe von {\displaystyle {\mathcal {O}}_{n}} zu {\displaystyle \mathbb {Z} _{n-1}}. Für den Fall {\displaystyle n=\infty } ergibt sich {\displaystyle K_{0}=\mathbb {Z} }. Da die {\displaystyle K_{0}}-Gruppe eine Isomorphie-Invariante ist, folgt sofort die Behauptung.

### Darstellung als Kreuzprodukt
Auf {\displaystyle {\mathcal {F}}^{n}} existiert ein *-Automorphismus {\displaystyle \Phi }, sodass {\displaystyle {\mathcal {O}}_{n}\simeq {\mathcal {F}}^{n}\rtimes _{\Phi }\mathbb {Z} }. Da {\displaystyle {\mathcal {F}}^{n}} als eine UHF-Algebra  nuklear ist, folgt aus dieser Darstellung als Kreuzprodukt, dass auch {\displaystyle {\mathcal {O}}_{n}} nuklear ist.